# ميثامفيتامين

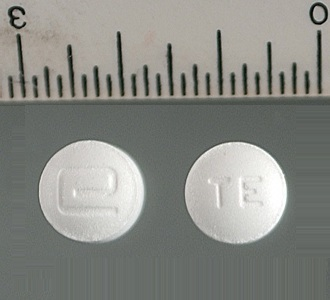
أقراص ميثامفيتامين 5 ميليغرام

ميثامفيتامين (بالإنجليزية Methamphetamine، عقار مشتق من ن-ميثيلامفيتامين) منبه قوي جدا للجهاز العصبي المركزي ينتمي أساسًا إلى العقارات الترفيهية ويُستخدم على نحو أقل ضمن علاجات الخط الثاني لاضطراب نقص الانتباه مع فرط النشاط وفي حالات السمنة.
اكتُشِفَ الميثامفيتامين عام 1893 بشكل مصاوغين مرآتيين: ليفو-ميثامفيتامين وديكسترو-ميثامفيتامين. يشير مصطلح الميثامفيتامين إلى مادة كيميائية نوعية تمثل قاعدةً حرةً عنقوديةً تشمل خليطًا متجانسًا من الليفوميثامفيتامين والديكستروميثامفيتامين بشكلهما الأميني النقي.
نادراً ما يوصف هذا الدواء نظراً للمخاوف المتعلقة بالسمية العصبية عند الإنسان واحتمالية استخدامه الترفيهي للتنبيه الجنسي وإثارة البهجة وغيرها إلى جانب توافر عقاقير بديلة آمنة وذات فعالية علاجية مماثلة.
يتفوق ديكستروميثامفيتامين على الليفوميثامفيتامين في تنبيه الجهاز العصبي المركزي. يدخل كل من الميثامفيتامين والديكستروميثامفيتامين العنقوديين ضمن نشاطات الاتجار والبيع غير المشروع نظراً لإمكانية استخدامهما لأغراض ترفيهية.
يحدث أعلى معدل انتشار للاستخدام غير القانوني للميثامفيتامين في أجزاء من قارتي أسيا وأوقيانوسيا والولايات المتحدة، حيث صُنف كل من الميثامفيتامين والديكستروميثامفيتامين العنقوديين ضمن المواد الخاضعة للرقابة في الجدول الثاني.
يُتاح الليفوميثامفيتامين في الولايات المتحدة للبيع دون وصفة طبية لعلاج الاحتقان الأنفي عبر الاستنشاق. يخضع إنتاج الميثامفيتامين وتوزيعه وبيعه وحيازته في العديد من البلدان للتقييد الدولي نظراً لوضعه في الجدول الثاني من اتفاقية الأمم المتحدة للمؤثرات العقلية.
يزيد الإنتاج غير المشروع للميثامفيتامين على الديكستروميثامفيتامين نظراً للسهولة النسبية لاصطناعه والقيود التنظيمية على توافر المركب الطليعي الكيميائي رغم أن الأخير يفوقه فعاليةً. يمكن أن يرفع ميثامفيتامين في جرعاته المنخفضة من المزاج ويزيد اليقظة والتركيز والطاقة لدى الأفراد المرهقين ويمكن أن ينقص الشهية ويعزز خسارة الوزن.
قد يسبب الدواء في جرعاته شديدة الارتفاع تأثيرات عدة مثل الذهان وانحلال العضلات الهيكلية والنوب الصرعية والنزف الدماغي.
قد يؤدي الاستخدام المزمن للجرعات العالية منه إلى تحولات مزاجية سريعة غير متوقعة وذهان مُحرض (مثل جنون الارتياب والهلوسة والهذيان والوهام) وسلوك عدواني. من الناحية الترفيهية، أظهر الميثامفيتامين قدرةً على زيادة الطاقة لرفع المزاج وزيادة الرغبة الجنسية لدرجة أن المستخدمين استطاعوا الاستمرار في نشاطهم الجنسي لعدة أيام عند الإفراط في تناول الدواء.
من المعروف أن الميثامفيتامين يترافق مع معدل إدمان مرتفع (أي قد يقود استخدامه بجرعات عالية لفترة طويلة إلى تعاطي الدواء قهريًا) ومعدل اعتماد مرتفع (أي قد يسبب أعراض انسحاب عند إيقاف استعماله). قد يؤدي سحب الميثامفيتامين بعد الاستخدام الكثيف إلى متلازمة ما بعد الانسحاب الحاد والتي قد تستمر لأشهر بعد فترة الانسحاب المعتادة.
تسبب الجرعات العالية من الميثامفيتامين انسمامًا للعصبونات الدوبامينية في الدماغ المتوسط البشري. ثبت أن الميثامفيتامين لديه ألفة أعلى من الأمفيتامين لعصبونات السيروتونين، وبالتالي يتفوق عليه بالسمية العصبية.
تسبب السمية العصبية للميثامفيتامين تغيرات سلبيةً في بنية الدماغ ووظيفته، إذ تقلل حجم المادة الرمادية في مناطق دماغية عدة وتؤثر على سلامة الاستقلاب الخلوي.
ينتمي الميثامفيتامين إلى فئتي الفينيثيلامين والأمفيتامينات، ويرتبط بثنائي مثيل فينيثيلامينات الأخرى بصفته مصاوغًا بنيويًا لهذه المركبات التي تشترك بالصيغة الكيميائية C10H15N1.

## الاستخدامات

### الاستخدامات الطبية
يباع الميثامفيتامين هيدروكلورايد في الولايات المتحدة تحت الاسم التجاري ديسوكسن، وحظي بموافقة إدارة الغذاء والدواء لعلاج اضطراب قصور الانتباه وفرط الحركية وداء السمنة لدى الأطفال والبالغين. تشير إدارة الغذاء والدواء إلى أن الفائدة العلاجية المحدودة للميثامفيتامين ينبغي أن تقارن مع المخاطر الملازمة لاستخدامه.
يوصف الميثامفيتامين أحياناً دون تصريح لعلاج النوم القهري وفرط النوم مجهول السبب. في الولايات المتحدة، يتوفر الشكل اليساري من الميثامفيتامين في بعض منتجات مزيل الاحتقان الأنفي التي تصرف دون وصفة طبية.
نظراً لارتباط الميثامفيتامين باحتمالية عالية لسوء الاستعمال، يخضع هذا العقار لتنظيم قانون المواد الخاضعة للرقابة، وأُدرج في الجدول الثاني في الولايات المتحدة. يجب إرفاق إنذار الصندوق الأسود مع منتجات الميثامفيتامين الموزعة في الولايات المتحدة بسبب احتمالية إساءة الاستعمال الترفيهي وحدوث الإدمان.

### الاستخدامات الترفيهية
يشيع الاستخدام الترفيهي للميثامفيتامين لكونه منبهًا ومثيرًا قويًا للبهجة بالإضافة إلى خصائصه المنشطة الجنسية. وفقاً لفيلم وثائقي عن الميثامفيتامين عُرض على قناة ناشيونال جيوغرافيك، توجد ثقافةً فرعيةً كاملةً معروفةً باسم «الاحتفال والتسلية - كيميكس» تدور نشاطاتها حول النشاط الجنسي واستعمال الميثامفيتامين. يلتقي المشاركون في هذه الثقافة الفرعية (والتي تتكون بالكامل تقريباً من مستخدمي الميثامفيتامين الذكور المثليين جنسيًا) عادةً عبر مواقع تعارف عبر الإنترنت ويمارسون الجنس. تحدث هذه اللقاءات الجنسية أحيانًاعلى مدى عدة أيام مستمرة نظراً لتأثيراته المنبهة القوية وقدرته على التنشيط الجنسي الطبيعي وتأثيره المثبط للقذف مع الاستخدام المتكرر.
غالباً ما يكون الانهيار الناتج عن استعمال الميثامفيتامين بهذا الشكل شديدًا مع فرط ملحوظ في النوم (النعاس المفرط خلال النهار). تنتشر هذه الثقافة في مدن كبرى ضمن الولايات المتحدة مثل سان فرانسيسكو ونيويورك.

## مضادات الاستطباب
يُعد استخدام الميثامفيتامين مضاد استطباب عند الأشخاص الذين لديهم سوابق اضطراب تعاطي المخدرات أو أمراض القلب أو الهياج الشديد أو عند من يعانون حاليًا من التصلب الشرياني أو الماء الأزرق أو فرط الدرقية أو ارتفاع ضغط الدم الشديد. تشير إدارة الغذاء والدواء الأمريكية إلى أن الأشخاص الذين عانوا سابقًا من تفاعلات فرط التحسس للمنبهات الأخرى أو الذين يتناولون حالياً مثبطات أكسيداز أحادي الأمين ينبغي ألّا يتناولوا الميثامفيتامين. تنصح إدارة الغذاء والدواء أيضاً الأشخاص الذين لديهم اضطراب ثنائي القطب أو الاكتئاب أو ارتفاع ضغط الدم أو مشاكل في الكبد أو الكلى أو الهوس أو الذهان أو ظاهرة رينو أو النوب الصرعية أو العرات أو متلازمة توريت بمراقبة أعراضهم أثناء تناول الميثامفيتامين. تنصح إدارة الغذاء والدواء بمراقبة طول الأطفال والمراهقين ووزنهم خلال فترة العلاج نظراً لاحتمالية توقف النمو.

## تاريخ
عندما بدا الالمان حرب البرق لغزو فرنسا لم يفاجئ الفرنسيين فقط بالهجوم وبالاسلحة الألمانية الحديثة بل بالجنود الألمانيين أيضا الذين لا يصيبهم التعب ويتقدمون ليل نهار صوب العاصمة باريس. وفي وقت قياسي دمر الجيش وانهارت الدولة بالكامل .
ما لم يكن يعلمه الفرنسيين والحلفاء ان اغلب اطقم الدبابات الالمانية والجنود كانوا تحت تاثير المنشطات. بدا الالمان سنة 1939 بتوزيع حبوب البيرفيتين وهو عقار مشتق من مخدر الميثامفيتامين وقد وزع خلال الحرب على كل الجبهات 200 مليون حبة على الجنود والضباط. وزع عقار البيرفيتين على اطقم الدبابات الألمانية التي هاجمت فرنسا واخترقت الدفاعات الفرنسية بلا توقف حتى ان الاطقم الألمانية كانت تقود ليل نهار لثلاثة أيام متتالية. ولم يتوقف الالمان عند هذا الحد فقد كانت مخابر الأطباء النازيين تشتغل لتطوير عقار جديد مشتق من الكوكايين بهدف توجيهه للجنود على خطوط الجبهة واطلق عليه مجازا اسم (النازيون على السرعة ) وحمل الاسم عقار D-IX. جرب أول مرة على اسرى في معتقل شاسشونهوسن شمال برلين حيث تمكن الاسرى من حمل عدة بوزن 45 باوند والسير لمسافة 70 ميل بدون راحة. لكن نزول الحلفاء في النورماندي وعمليات القصف احبطت محاولات النازيين لإكمال المشروع الجديد.
مع ذلك تحدث العديد من الأطباء العسكريين الالمان الذين درسوا تأثير عقار البيرفيتين على الجنود بانه كان له اثار سلبية فقد أدى إلى إدمان العديد من الجنود على المخدر وانه لم تكن له تلك التأثيرات المرجوة والتي تهدف لتحويل الجنود إلى اليين. في المقابل الطبيب العسكري الألماني أوتو رانك، وهو طبيب عسكري ومدير عام معهد الدفاع وعلم وظائف الأعضاء في أكاديمية برلين للطب العسكري، وصاحب مخطط البيرفيتين. وجد أن المخدرات أعطت المستخدمين الثقة بالنفس والوعي الذاتي. على الجبهة الشرقية، حيث كان القتال الأكثر وحشية من الحرب، استخدم الجنود بكميات ضخمة منشط البيرفيتين ضد عدو لم يظهر أي رحمة. في يناير كانون الثاني عام 1942، مجموعة واحدة من 500 جندي ويحيط بها الجيش الأحمر كانوا يحاولون الفرار في درجات حرارة اقل من 30 درجة تحت الصفر. 'أنا قررت أن اعطيهم البيرفيتين لأنهم بدؤوا بالاستلقاء على الأرض في الثلج يريدون الموت، وكتب الضابط الطبي للوحدة. "وبعد نصف ساعة بدأ الرجال بشكل عفوي يشعرون على نحو أفضل. "بدأوا يسيرون في تشكيل منظم مرة أخرى، تحسنت معنوياتهم، وأصبحوا أكثر يقظة". وكان السجناء في معسكرات الاعتقال أيضا ضحايا التجارب الرهيبة التي يشرف عليها الأطباء الألمان التي تهدف إلى جعل الحرب أقل خطورة بالنسبة للقوات الخاصة. في داخاو لقي المئات حتفهم في أحواض من الماء المثلج حيث سعى الأطباء لإيجاد وسيلة لعزل أفضل للحرارة من اجل الطيارين الذين أسقطت طائراتهم في البحر. وفي ماوتهاوزن في النمسا عانى السجناء الحروق الكيميائية المروعة حيث سعى الأطباء لعلاج الإصابات الناتجة عن القذائف الفوسفورية.

## طرق التعاطي

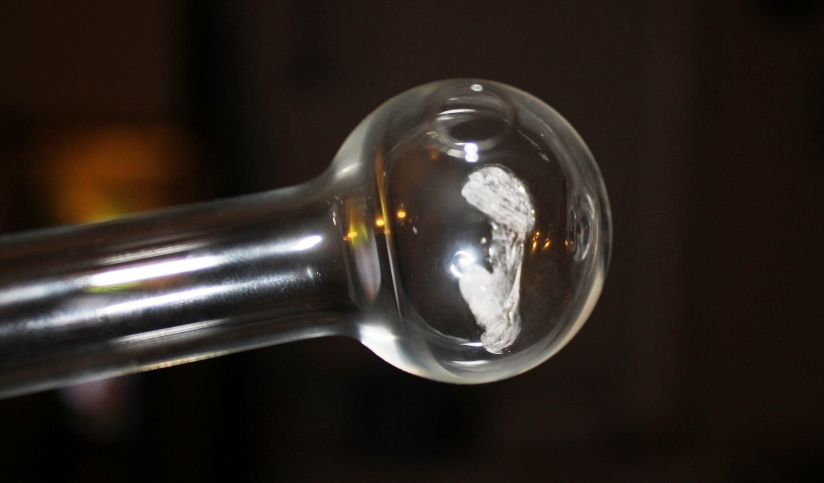
أنبوب تدخين الميث

- الحقن: حيث يحلَّل ليصبح سائلاً يٌحقن عبر الوريد وتعتبر هذه الطريقة أخطر الطرق في التعاطي الميث. كما هو الحال مع جميع المخدرات المحقونة الأخرى هناك خطر الإصابة بالأمراض المنقولة عن طريق الدم في حال التشارك في نفس الإبر.
- التدخين: تدخين الأمفيتامين يشير إلى استنشاق الأبخرة الناتجة وليس الأدخنة الناتجة عن الاحتراق المباشر له. هناك أدلة قليلة على أن التدخين هو أكثر الطرق سمية من بين الطرق الأخرى.[16][17] حسب الدراسات تلف الرئة ظهر على المدى الطويل من الاستخدام.
- الاستنشاق: طريقة أخرى معروفة حيث يكون الميث على شكل مسحوق بودره أبيض يمكن استنشاقه، هذه الطريقة تسمح للميث بأن يُمتص من خلال الانسجة الرقيقة للغشاء مخاطي في الجيوب الأنفية, ومن ثم يذهب إلى مجرى الدم مباشرةً.
- التحاميل: (في المستقيم أو المهبل) هي أقل طرق التعاطي انتشارًا.

الميثامفيتامين البلوّري وهو أحد أشكال المخدّر الصّلبة فيشبه شظايا الزجاج.

## الآثار

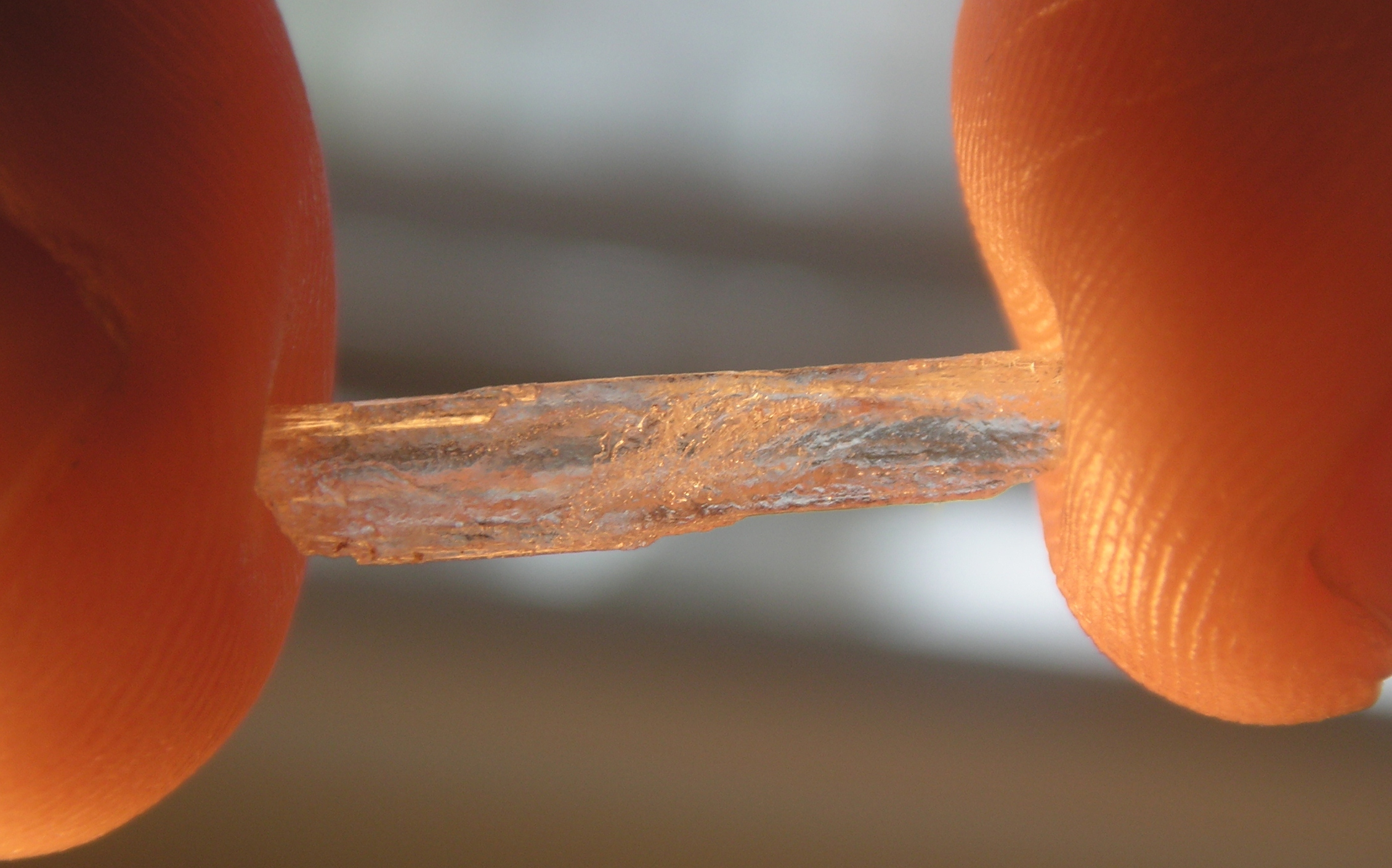
ميث كريستالي مصنع بطريق غير مشروعة

يؤثر الميثامفيتامين على مواد كيميائية محدّدة في الدماغ والجهاز العصبي بشكل مباشر، موهماً الشخص بالشعور بالطاقة الجسدية والنشاط والسعادة والثقة بالنفس، يقع المتعاطون للميثامفيتامين في حبائل الإدمان بسرعة، ويحتاجون إلى جرعات أكبر في كل مرة، وتتضمن الآثار الصحية المتباينة اضطراب دقات القلب وارتفاع ضغط الدم ومجموعة من المشاكل النفسية. وتشوهات في الوجه والشيخوخة المبكرة.

### جسدية
الآثار الجسدية يمكن أن تتضمن فقدان الشهية، فرط الحركة، توسع الحدقة، تعرق غزير، جفاف الفم، انفعالات حركية نفسية، صرير الأسنان، صداع، تسارع نبضات القلب، تباطؤ نبضات القلب، اضطراب نبضات القلب، تسرع النفس، فرط ضغط الدم، انخفاض ضغط الدم، ارتفاع الحرارة، إسهال، إمساك، زغللة العين، دوار، أرق، نقص الحس، خفقان، رعاش، عد شائع، شحوب، جفاف جلدي وحكة، -ومع الجرعات المزمنة والمفرطة- قد يصاب المدمنين بجلطات قلبية أو حتى الموت.

### نفسية
الآثار النفسية قد تتضمن النشوة، الهيجان القلق، زيادة الرغبة الجنسية، اليقظة، والتركيز، زيادة الطاقة، زيادة تقدير الذات، الثقة بالنفس، والمؤانسة، التهيج، العدوانية، أمراض نفسية جسمية، الانفعالات النفسية، هوس حك الجلد، هوس نتف الشعر، هوس العظمة، هلوسات، شعور مفرط بالقوة والمناعة، سلوكيات متكررة وقهرية، بارانويا.

### الانسحاب
الأعراض الانسحابية للميثامفيتامين تتضمن بالدرجة الأولى الإعياء، اكتئاب، وزيادة الشهية. قد تدوم أعراض الانسحاب لعدة أيام للتعاطي المتقطع والعرضي، وأسابيع أو أشهر في حالة التعاطي المزمن، وتعتمد حدة هذه الأعراض على مدة التعاطي وكمية الجرعات. قد تتضمن أعراض الانسحاب أيضاً القلق، التهيجية ، الصداع، انفعالات حركية نفسية، تململ، فرط النوم، أحلام جلية، نوم عميق في مرحلة حركة العين السريعة، والتفكير في الانتحار.

### على المدى الطويل
لدى استخدام الميثامفيتامين ارتباط كبير مع الاكتئاب والانتحار بالإضافة إلى أمراض خطيرة في القلب، ذهان الأمفيتامين، القلق، والسلوكيات العنيفة. للميثامفيتامين أيضا درجة إدمانية عالية جداً.

## الجرعة المفرطة
قد تؤدي الجرعة المفرطة من الميثامفيتامين إلى مجموعة واسعة من الأعراض. قد تحرض الجرعة المفرطة المعتدلة من الميثامفيتامين أعراضًا عدة مثل اضطراب النظم القلبي والتخليط وصعوبة التبول أو الألم في أثناء التبول وارتفاع ضغط الدم أو انخفاضه وارتفاع درجة حرارة الجسم والمنعكسات مفرطة النشاط أو مفرطة الاستجابة وآلام العضلات والهياج الشديد والتنفس السريع والرعاش وتردد التبول وعدم القدرة على التبول.
قد تؤدي الجرعة المرتفعة بشدة إلى أعراض متنوعة مثل العاصفة الأدرينالية والذهان المحرض بالميثامفيتامين وانقطاع البول أو النقص الملحوظ في إنتاجه والصدمة القلبية والنزف الدماغي والوهط الدوراني وفرط الحرارة (أي الارتفاع الخطير في درجة حرارة الجسم) وفرط ضغط الدم الرئوي والقصور الكلوي وانحلال العضلات السريع ومتلازمة السيروتونين وشكل من أشكال النمطية (السلوك القاهر المتكرر). من المحتمل أن تؤدي الجرعة الزائدة من الميثامفيتامين إلى تلف دماغي خفيف بسبب السمية العصبية الدوبامينية والسيروتونينية. يُسبق الموت الناجم عن التسمم بالميثامفيتامين نموذجياً بتشنجات عضلية وغياب عن الوعي.

### الذهان
قد يؤدي استعمال الميثامفيتامين إلى الذهان المُحرض الذي قد يتظاهر بمجموعة متنوعة من الأعراض (مثل جنون الارتياب والهلوسات والهذيانات والوهام).
بينت مراجعة مؤسسة كوكرين حول علاج الذهان المحرض بالميثامفيتامين والأمفيتامين والديكستروأمفيتامين أن نحو 5-15% من المستخدمين لا يتعافون تمامًا. تؤكد المراجعة نفسها بناءً على تجربة واحدة على الأقل أن مضادات الذهان تبدد أعراض الذهان الحاد المحرض بالأمفيتامين بفعالية. قد يؤدي العلاج أحيانًا إلى تطور ذهان الأمفيتامين.

### المعالجة الإسعافية
يمكن تدبير التسمم الحاد بالميثامفيتامين من خلال معالجة الأعراض، وقد تتضمن العلاجات البدئية إعطاء الفحم النشط والأدوية المهدئة. لا يوجد دليل حاسم يحدد فائدة الديلزة الدموية أو البريتونية في حالات التسمم بالميثامفيتامين.
يؤدي إدرار البول القسري (كما يحدث مع مركبات فيتامين سي) إلى زيادة إفراز الميثامفيتامين، لكن لا يوصى بأخذ المدرات لهذا الغرض لأنها قد تزيد خطر الحماض أو النوب الصرعية أو انحلال العضلات الهيكلية.
يمثل ارتفاع ضغط الدم عامل خطر لحدوث النزف داخل القحف (أي النزف في الدماغ)، ويعالج عادةً في حالاته الشديدة باستخدام الفنتولامين أو النتروبروسيد الوريدي.
غالباً ما ينخفض ضغط الدم تدريجيًا بعد التخدير الكافي بالبنزوديازيبين وتوفير بيئة هادئة حول المريض. تفيد مضادات الذهان مثل الهالوبيريدول في علاج الهياج والذهان المنبه بالجرعات الزائدة من الميثامفيتامين.
قد تفيد حاصرات بيتا ذات الخصائص المحبة للدهون والقادرة على النفوذ إلى الجهاز العصبي المركزي مثل الميتوبرولول واللابيتالول في علاج السمية القلبية الوعائية وسمية الجهاز العصبي المركزي.
يفيد اللابيتالول ذو التأثير المختلط بين حاصرات ألفا وبيتا في علاج تسرع القلب وارتفاع ضغط الدم المحرض بالميثامفيتامين. لم تُذكر أي حالة ترافق فيها استخدام حاصرات بيتا لعلاج السمية بالميثامفيتامين مع ظاهرة «تحريض ألفا غير المعاكس».